# Hockey op de Olympische Jeugdzomerspelen 2014
Hockey is een van de Olympische sporten die beoefend worden tijdens de Olympische Jeugdzomerspelen 2014 in Nanjing. De wedstrijden zullen worden gespeeld van 17 tot en met 27 augustus in het Youth Olympic Sports Park. Er is een jongens- en een meisjestoernooi. Er wordt in beide toernooien gespeeld met tien landen.

## Kalender
| Augustus | 16 | 17 | 18 | 19 | 20 | 21 | 22 | 23 | 24 | 25 | 26 | 27 | 28 |
| -------- | -- | -- | -- | -- | -- | -- | -- | -- | -- | -- | -- | -- | -- |
| Hockey   |    |    |    |    |    |    |    |    |    |    | 1  | 1  |    |

|  | Competitie |  | Finale |

## Medailles
| Discipline | Goud      | Zilver    | Brons      |
| ---------- | --------- | --------- | ---------- |
| Jongens    | Australië | Canada    | Spanje     |
|            |           |           |            |
| Meisjes    | China     | Nederland | Argentinië |

### Medailleklassement
| Plaats | Land       | NOC    | Goud | Zilver | Brons | Totaal |
| ------ | ---------- | ------ | ---- | ------ | ----- | ------ |
| 1      | Australië  | AUS    | 1    | 0      | 0     | 1      |
| 1      | China      | CHN    | 1    | 0      | 0     | 1      |
| 3      | Canada     | CAN    | 0    | 1      | 0     | 1      |
| 3      | Nederland  | NED    | 0    | 1      | 0     | 1      |
| 5      | Spanje     | ESP    | 0    | 0      | 1     | 1      |
| 5      | Argentinië | ARG    | 0    | 0      | 1     | 1      |
| Totaal | Totaal     | Totaal | 2    | 2      | 2     | 6      |